# Matilde (romanzo)
Matilde (Matilda) è un romanzo di Roald Dahl del 1988. Dal libro sono stati tratti nel 1996 il film Matilda 6 mitica e nel 2010 il musical Matilda dal quale poi è stato tratto il film omonimo.

## Trama
Matilde Dalverme è una bambina di cinque anni e mezzo, con una mente così geniale e vivace da allontanarla dal resto della famiglia che possiede ideali e abitudini molto differenti. Il padre Enrico, infatti, vende automobili usate e inganna continuamente i suoi clienti, manomettendo il contachilometri e usando della segatura come rimedio all'usura del cambio; la madre trascorre tutto il suo tempo guardando telenovele in tv e giocando a bingo, hobby che la porta a lasciar sola Matilde tutto il pomeriggio. Il fratello Michele sembra assecondare il volere dei genitori, ascoltando con attenzione i discorsi del padre per una futura messa in pratica.
In questo ambiente, Matilde non si è mai sentita apprezzata, nonostante le sue straordinarie capacità: a diciotto mesi parlava correttamente, a tre anni aveva imparato a leggere da sola e a quattro lo faceva speditamente. Dopo essere stata definita "viziata" dai genitori per aver richiesto dei libri, comincia a frequentare la biblioteca pubblica del paese, venendo a contatto con la letteratura per l'infanzia ma anche e soprattutto con i grandi classici, tra cui, in modo particolare, Dickens. Svilita dai genitori perché ama leggere e perché disprezza gli imbrogli del padre, comincia ad architettare degli scherzi per dar sfogo al suo ingegno e per reagire ad alcuni atteggiamenti del padre; mette della "Supercolla" sul suo cappello, lo fa spaventare nascondendo un pappagallo nella canna fumaria e tinge i suoi capelli con la "Tintura Biondo Platino Extra Forte".
L'entrata nella scuola "Aiuto!" segna un nuovo inizio per Matilde grazie all'incontro con la signorina Dolcemiele, la sua maestra, che riconosce sin dal primo istante l'intelligenza straordinaria di Matilde, assegnandole, durante le lezioni, attività avanzate per impedirle di annoiarsi, e più tardi si rende conto di come i coniugi Dalverme non capiscano la figlia e svillaneggino l'istruzione. Nel frattempo, la bambina ha modo di vedere come la direttrice della scuola, la signorina Spezzindue, detesti i bambini e trovi i modi più violenti e incredibili di punirli: lampante è un momento in cui vede una ragazzina con le trecce e la lancia in aria afferrandola per i capelli, a mo’ di martello olimpionico.
In una delle lezioni settimanali che la Spezzindue è solita tenere alle classi, Violetta, una compagna di Matilde, organizza uno scherzo contro la direttrice: nasconde un tritone nella caraffa d'acqua a lei destinata. Quando la donna si serve di acqua, vede l'animale, se ne spaventa molto e accusa a torto Matilde, definendola una vile e minacciando di espellerla. La bambina, accusata di un dispetto che non ha fatto, comincia ad accumulare molta rabbia, un'energia sconosciuta ed una misteriosa elettricità che le permettono di rovesciare il bicchiere con il tritone, solo attraverso uno sguardo: aveva acquisito il potere della telecinesi.
Matilde decide immediatamente di confessare questo segreto alla signorina Dolcemiele, mostrandole cosa fosse in grado di fare. La maestra, incredula anche davanti alla dimostrazione, la invita a casa sua, molto povera negli arredamenti. La bambina si sente al sicuro, compresa e ascolta la teoria della sua insegnante, che più tardi penserà che questi poteri siano una conseguenza della troppa intelligenza di Matilde che in qualche modo dev'essere espressa.
La miseria della casa viene spiegata dalla maestra: la morte del padre, avvenuta quando aveva soli cinque anni ed in modo molto sospetto, comportò il passaggio di proprietà della casa alla zia materna, una donna molto crudele che la schiavizzava, e che più tardi si è appropriata del salario della maestra; questa donna è la signorina Spezzindue, che ha nascosto il testamento del padre della Dolcemiele per impossessarsi della proprietà. La maestra riuscì a liberarsi di lei conoscendo un contadino che le affittò la casa in cui abita adesso.
Matilde decide così di aiutare la sua maestra organizzando uno scherzo per la direttrice: nella solita lezione settimanale, tramite i suoi poteri, solleva un gessetto e scrive sulla lavagna un messaggio, firmandosi Magnus, ossia il padre della maestra e cognato defunto della Spezzindue. Le chiede di restituire i soldi e la casa alla signorina Dolcemiele e di andarsene, altrimenti la verrà a cercare; come reazione, la Spezzindue sviene.
Nell’arco di due settimane la donna scappa, la maestra può finalmente trasferirsi nella casa precedente viene nominato un altro direttore e Matilde viene fatta passare in classe quinta e ciò causa la perdita dei suoi poteri; finalmente si sente stimolata adeguatamente. L’amicizia con la maestra diviene sempre più stretta, tanto da essere da lei adottata nella scena finale: Enrico Dalverme ha ricevuto varie minacce per le sue truffe, sta fuggendo in Spagna con la famiglia per non esser arrestato, e davanti alle richieste di Matilde di lasciarla con la Dolcemiele, marito e moglie acconsentono per non dover badare più a Matilde.

## Personaggi
- Matilde (Matilda), la protagonista, bambina di 5 anni e mezzo con un'intelligenza fuori dal comune. Ha un carattere vivace ed è molto modesta, non si vanta mai delle sue capacità. Cresciuta in un contesto che non riesce a valorizzarla adeguatamente, solamente con il trasferimento in quinta elementare darà libero sfogo alle sue conoscenze e capacità (questo determinerà la cessazione del suo potere magico). Aiuterà la signorina Dolcemiele e verrà adottata da quest'ultima quando la famiglia è costretta a trasferirsi in Spagna.
- La signorina Elisabetta "Betta" Dolcemiele (Miss Jennifer "Jenny" Honey), maestra della classe di Matilde e nipote della signorina Spezzindue, con cui ha passato la sua infanzia fino al trasferimento dopo l'inizio della carriera da maestra. È un'insegnante dolce, paziente e capace, che riconosce le doti di Matilde e si impegna per valorizzarle nel modo giusto.
- La signorina Agata Spezzindue (Miss Agatha Trunchbull), preside della scuola e zia della signorina Dolcemiele. Donna presuntuosa e dotata di grande forza fisica, con un passato di atleta, nonostante il proprio lavoro odia i bambini e usa punirli con la violenza fisica e verbale, anche in modi assurdi, così che eventuali denunce non vengano credute. Schiavizzava anche la nipote in casa. In compenso crede alla presenza del "fantasma" del cognato Magnus Dolcemiele.
- I signori Dalverme (Mr and Mrs Wormwood), i genitori di Matilde. Ignoranti, arroganti e sprezzanti della cultura, criticano il fatto che Matilde legga; il padre Enrico è un uomo disonesto che vende automobili usate truccandole e sembra detestare Matilde perché femmina; la madre, invece, è una casalinga istupidita dalle telenovelas e fanatica del gioco del bingo. Alla fine della vicenda gli imbrogli dell'uomo vengono a galla e lui scappa con la famiglia in Spagna per non essere arrestato. Egli, però, lascia la figlia a vivere dalla signorina Dolcemiele, per non doverci badare più.
- Michele (Michael), il fratello di Matilde, sembra attratto dai racconti del padre che spiega come manomettere le automobili usate. Non lo si vede interagire mai con la sorella o con altre persone, solo a fine libro la saluta con la mano mentre segue i genitori in fuga.
- Federico (Fred), amico di Matilde, che le presta il pappagallo per fare uno scherzo alla famiglia.
- Violetta (Lavender), amica di Matilde, che mette un tritone nell'acqua della signorina Spezzindue.
- Ortensia (Hortensia), una bambina di quinta elementare che guarda un po' dall'alto in basso Violetta e Matilde e racconta loro i castighi della preside.
- La signora Felpa (Mrs Phelps), la bibliotecaria, che all'inizio guida Matilde nella lettura e riconosce con stupore le sue abilità.
- Amanda Trippi (Amanda Thripp), Bruno Mangiapatate (Bruce Bogtrotter), Nilo (Nigel), Enrico Inchiostro (Eric Ink), Ruggero (Rupert) e Vinicio (Wilfred); altri compagni di classe di Matilde, ciascuno vittima di un diverso atto di prepotenza da parte della signorina Spezzindue.

## Adattamenti
Il film Matilda 6 mitica (1996), diretto da Danny De Vito, si ispira al romanzo Matilde. Matilda, bambina dolce, premurosa e con un'intelligenza straordinaria, affronta la signorina Trinciabue, direttrice della scuola "Crunchem Hall", crudele e spietata verso i ragazzi. Grazie alle sue qualità e all'affetto della maestra Jennifer Honey, riuscirà a superare queste difficoltà e sottolineerà la bellezza e l'importanza della cultura.
Matilda the Musical, tratto dal romanzo di Roald Dahl, ha il libretto di Dennis Kelly e le musiche e i testi di Tim Minchin. Gli spettacoli iniziano nel 2010 a Stratford-upon-Avon per poi raggiungere molti Paesi. Ha vinto più di 55 premi in tutto il mondo, tra cui 5 Tony Award e 5 Drama Desk Award. Nel 2022 Matthew Warchus ha adattato il musical nel film omonimo.

## Edizioni
- Roald Dahl, Matilde, collana Istrici d'oro, traduzione di Francesca Lazzarato e Lorenzo Manzi, illustrazioni di Q. Blake, IX ed., Salani, 2006, ISBN 88-7782-447-6.